# Port lotniczy Cox’s Bazar
Port lotniczy Cox’s Bazar (IATA: CXB, ICAO: VGCB) – port lotniczy położony w Cox’s Bazar, w Bangladeszu.

## Linie lotnicze i połączenia
| Linia Lotnicza            | Kierunek                                     |
| ------------------------- | -------------------------------------------- |
| Air Astra                 | 1. Dhaka                                     |
| Biman Bangladesh Airlines | 1. Ćottogram 2. Dhaka 3. Saidpur 4. Srihotto |
| Novoair                   | 1. Dhaka 2. Jashore 3. Radźszahi             |
| US-Bangla Airlines        | 1. Dhaka 2. Jashore                          |